# Littlethorpe, Leicestershire
Littlethorpe är en by i Leicestershire i England. Byn är belägen 8,7 km 
från Leicester. Orten har 1 749 invånare (2015).